# Hayashiella malayana
Hayashiella malayana är en skalbaggsart som beskrevs av Antonio Vives och Nobuo Ohbayashi 2001. Hayashiella malayana ingår i släktet Hayashiella och familjen långhorningar. Inga underarter finns listade i Catalogue of Life.